# Marchésieux
Marchésieux  là một xã thuộc tỉnh Manche trong vùng Normandie tây bắc nước Pháp. Xã này nằm ở khu vực có độ cao trung bình 24 mét trên mực nước biển.